# Clézentaine
Clézentaine là một xã, nằm ở tỉnh Vosges trong vùng Grand Est của Pháp. Xã này có diện tích 13,11 km², dân số năm 1999 là 212 người. Xã này nằm ở khu vực có độ cao trung bình 274 m trên mực nước biển.

## Biến động dân số
| Năm | 1962 | 1968 | 1975 | 1982 | 1990 | 1999 |
| --- | ---- | ---- | ---- | ---- | ---- | ---- |
| Dân số | 191  | 222  | 213  | 200  | 181  | 212  |
| From the year 1962 on: No double counting—residents of multiple communes (e.g. students and military personnel) are counted only once. |      |      |      |      |      |      |